# 春日ヘリコプター空輸隊
春日ヘリコプター空輸隊（かすがヘリコプターくうゆたい、JASDF Kasuga Helicopter Airlift Squadron）は、航空自衛隊航空総隊航空救難団隷下のヘリコプター空輸部隊。CH-47J輸送ヘリコプターを用い、主にレーダーサイト等への人員、物資輸送、いわゆる端末輸送任務を担っている。

## 概要
春日ヘリコプター空輸隊は航空自衛隊4番目のヘリコプター空輸飛行隊として、1992年（平成04年）5月22日に福岡県春日基地（板付地区）で編成された。

## 沿革
- 1992年（平成04年）5月22日 - 春日基地にて春日ヘリコプター空輸隊編成[2]。
- 2007年（平成19年） - 第2回空輸戦技競技会優勝。
- 2012年（平成24年）1月29日 - 平成23年度長崎県統合国民保護訓練に参加[3]。

## 歴代運用機
- 輸送ヘリコプター
  - CH-47J（1992年～）：CH-47J(LR)含む。2013年時点の配備機数は数機程度[4]。